# Marietta Gazzaniga
Marietta Gazzaniga, all'anagrafe Maria Gazzaniga (Voghera, 1824 – Milano, 2 gennaio 1884), è stata un soprano italiano.

## Biografia
Soprano lirico-drammatico, dal forte temperamento, voce argentea e di ampia gamma ma mancava di agilità. Studiò a Milano con i maestri Amedeo Cetta e Alberto Mazzuccato. Debuttò nel 1840 al Teatro Sociale di Voghera nel ruolo di Seymour nell'Anna Bolena di Gaetano Donizetti.
Fu la prima protagonista della Luisa Miller al Teatro San Carlo di Napoli l'8 dicembre 1849 e la prima Lina in Stiffelio al Teatro Grande di Trieste il 16 novembre 1850. Si esibì nei più importanti teatri italiani fino al 1857, quando partì per gli Stati Uniti.
Tra le principali opere in repertorio vanno ricordate: I Lombardi alla prima crociata, Attila, Ernani, Nabucco, Il trovatore, Rigoletto, La traviata di Giuseppe Verdi, Lucrezia Borgia, Poliuto, Linda di Chamounix, Don Pasquale di Gaetano Donizetti, Norma, I Capuleti e i Montecchi di Vincenzo Bellini, Il bravo di Saverio Mercadante, Tancreda di Achille Peri, Saffo e Bondelmonte di Giovanni Pacini, Luigi V, re di Francia di Alberto Mazzuccato, L'orfana guelfa di Pietro Antonio Coppola, Il gladiatore di Pasquale Bona.
Nel 1849 sposò il marchese Oberto Malaspina. Al ritiro dalle scene insegnò canto a New York e a Genova.